# Lava Beds National Monument
Das Lava Beds National Monument ist ein Schutzgebiet vom Typ eines National Monuments im US-Bundesstaat Kalifornien, nur 15 km südlich der Grenze zu Oregon. Im Gebiet liegen vielfältige vulkanische Formationen, in denen sich 1872/73 Krieger der Modoc-Indianer im Kampf gegen die United States Army verschanzten. Das Gebiet unter der Verwaltung des National Park Service ist seit 1925 als National Monument ausgewiesen, seit 1972 sind rund 60 % zusätzlich als Wildnisgebiet geschützt.

## Beschreibung

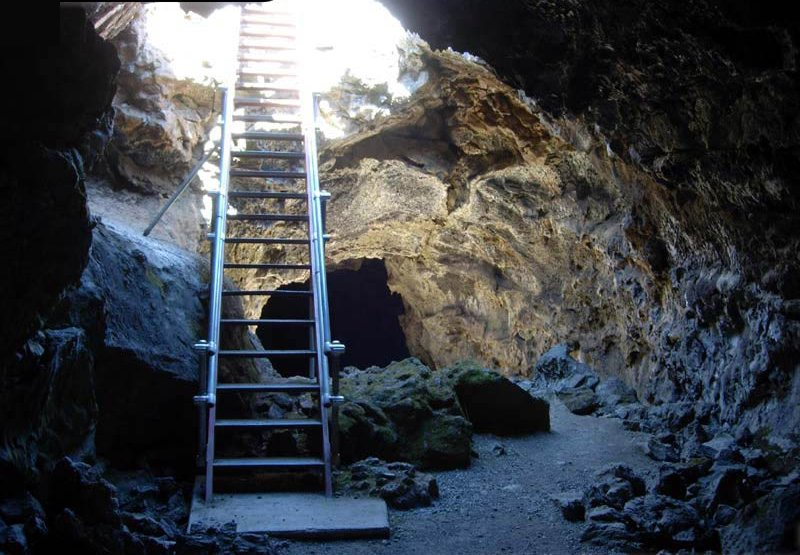
Einstieg in die Blue Grotto

Das Schutzgebiet liegt auf etwas über 1000 m an der Nord-Ost-Flanke des Medicine Lake Volcano, einem Schildvulkan in der Kaskadenkette, dessen wiederholte Ausbrüche in den letzten 500.000 Jahren die Landschaft geprägt haben. Im National Monument liegen rund 30 Lavaströme mit großflächigen Feldern aus Pahoehoe- und Aa-Lava. Außerdem Fumarolen, sowohl Schlacken- wie Aschenkegel. 
Besonders auffallend ist die große Dichte an Lavaröhren: langgestreckte Höhlen, die sich vor allem im Südteil des Gebietes als unterirdische Hohlräume durch die Landschaft ziehen. Sie entstanden im Inneren von Lavaströmen, die von außen abkühlten und erhärteten. Im Kern floss die glühende Lava weiter und wenn ihr Zufluss durch Umlagerungen oberhalb endete, konnte die flüssige Lava abfließen und einen röhrenförmigen Hohlraum hinterlassen. Die größeren Röhren haben einen Durchmesser von mehreren Metern und sind zum Teil über mehrere hundert Meter begehbar. 
Die Lavafelder sind kaum von Pflanzen bewachsen, Eidechsen und die Westliche Klapperschlange gehören zu den wenigen Tierarten in diesen Gebieten. Wo die Decke der Röhren eingestürzt ist, und Licht und Wärme in die Höhlen eindringt, sind besondere kleinräumige Ökosysteme entstanden. Hier wachsen Farne und leben Reptilien und einige wenige Amphibien. Die Höhlen selbst sind von mehreren Fledermaus-Arten besiedelt.
An den Hängen der größeren Vulkankegel bis über 1600 m wächst ein Kiefernwald, in den Übergangszonen stehen Wacholder und Sträucher des Wüsten-Beifuß.

## Geschichte
Den Modoc-Indianern war 1864 ein gemeinsames Reservat mit den Klamath am Oberlauf des Klamath River im Süden Oregons aufgezwungen worden. Dort waren sie in der Minderheit und wurden von den Klamath mit dem Ziel der Ausrottung unterdrückt. Als kleinere Gruppen das Reservat verließen und zu ihren früheren Wohngebieten zurückkehrten, kam es zu Konflikten mit den dort bereits heimischen weißen Siedlern. Ende 1872 wurde die Armee beauftragt, die Modoc wieder in das Reservat zu zwingen. 53 Krieger mit etwa 100 Frauen und Kindern zogen sich nach ersten Gefechten mit der Armee in das Gebiet des heutigen National Monuments zurück und verschanzten sich auf einem Schlackenkegel nahe dem Ufer des Thule Lake. 
Unter der Führung ihres Häuptlings Captain Jack konnten sie einen ersten Angriff der Armee zurückschlagen und mindestens 35 Soldaten töten. Außerdem gelang es, die Frauen und Kinder mit Booten über den See aus dem Kampfgebiet zu evakuieren. Anschließend hielten sie einer fünfmonatige Belagerung durch bis zu 1400 Soldaten bis ins Frühjahr 1873 stand. Als im Januar 1873 ein Versuch von Friedensverhandlungen scheiterte, erschoss Captain Jack den Unterhändler, General Edward Canby. 
Nach weiteren schweren Gefechten mussten sich die Modoc weiter nach Norden zurückziehen, ihre Führer waren über die Fortsetzung des Kampfes uneinig und mehrere Gruppen trennten sich vom Volk und gaben auf. Am 1. Juni 1873 gaben die letzten Modoc unter Captain Jack auf, sechs Häuptlinge wurden zum Tod verurteilt und vier von ihnen im Oktober hingerichtet.

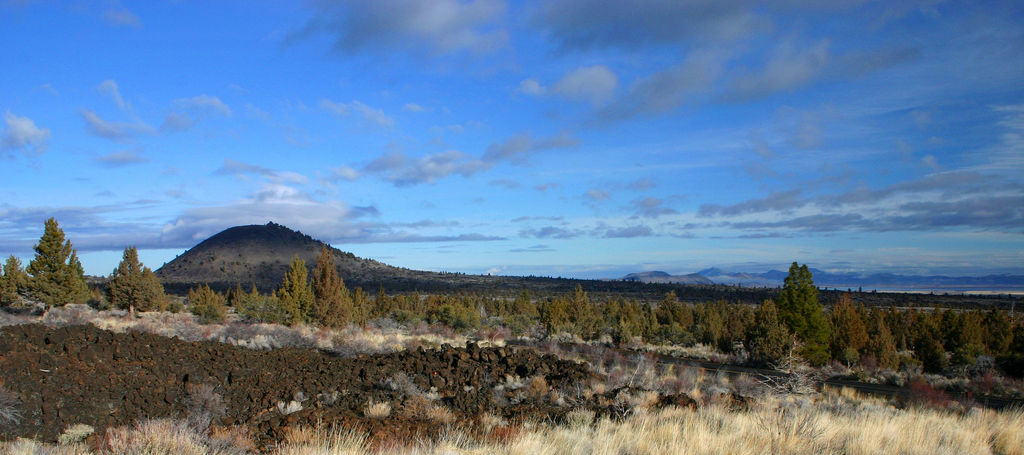
Lavafelder und Aschenkegel

## Das Monument heute
Zwei Teile des Schutzgebiets stehen besonders im Interesse der etwas über 100.000 Besucher im Jahr. Im Süden liegen die Höhlen aus Lavaröhren, im Norden der Vulkankegel, an dem sich die Modoc im Winter 1872/73 verschanzt haben. Sie sind durch eine Straße verbunden. Abseits der Straße liegen beidseitig ruhige Gebiete, die nur von wenigen Besuchern betreten werden. Rund 60 % der Fläche des Monuments sind seit 1972 als Wildnisgebiet unter dem Namen Lava Beds Wilderness ausgewiesen. 
Das Monument ist ganzjährig geöffnet, wegen der Höhenlage wird es aber überwiegend im Sommerhalbjahr besucht. Die meisten der Höhlen können individuell besucht werden, zwei sind nur im Rahmen von Führungen zugänglich. Ein Besucherzentrum informiert über die Geologie und die Geschichte des Gebietes. Außerdem liegt im Süden des Monuments ein kleiner Campingplatz. 